# Ferdinand Trauttmansdorff
Ferdinand Trauttmansdorff (celým jménem Ferdinand, hrabě z a na Trauttmansdorff-Weinsbergu, německy Ferdinand Graf von und zu Trauttmansdorff-Weinsberg, * 28. července 1950) je rakouský šlechtic a diplomat z rakousko-moravského šlechtického rodu Trauttmansdorffů. V letech 2010-2015 působil jako rakouský vyslanec v Praze. 

## Život
Narodil se ve Štýrském Hradci jako syn hraběte Karla Arnošta z Trauttmansdorffu (1927-2000) a jeho manželky Marie Cecílie Meranské.

### Vzdělání a kariéra
Po roční dobrovolné vojenské službě v Rakousku (1970–1971) studoval práva na univerzitě ve Štýrském Hradci. Po dokončení studia vykonával jednoroční vojenskou službu u vojenských jednotek OSN na Kypru. Od roku 1975 do roku 1979 pracoval jako studijní a výzkumný asistent a později jako odborný asistent na Institutu pro mezinárodní práva a mezinárodní vztahy na univerzitě ve Štýrském Hradci.
Poté začal studovat Právo Evropské unie na Evropském kolegiu v Bruggách. V roce 1981 vstoupil do rakouských zahraničních služeb. V jeho prvních letech v rakouské zahraniční službě pracoval jako referent na rakouském zastupitelství v Ženevě. V roce 1985 se stal allotedem na rakouském velvyslanectví v Bukurešti. V letech 1985 až 1986 seTrauttmansdorff angažoval v prezidentské kampani.
V následujících letech byl vedoucím kulturní rady na rakouském velvyslanectví ve Washingtonu a pak allotedem na velvyslanectví v Budapešti. Od roku 1999 byl velvyslancem v Káhiře, Chartúmu a Lisabonu.
Od ledna 2010 do roku 2015 zastával Ferdinand Trauttmansdorff úřad rakouského velvyslance v Praze. Je vedoucím katedry Diplomacie na Andrássyho univerzitě v Budapešti.

## Vyznamenání
- komtur Řádu svatého Silvestra – Vatikán, 1996
- Čestný odznak Za zásluhy o Rakouskou republiku – Rakousko, 1999[2]
- velkokříž Řádu za zásluhy – Portugalsko, 31. ledna 2005[3]
- Medaile Karla Kramáře – Česká republika, 4. listopadu 2015 – udělena Bohuslavem Sobotkou za zásluhy o rozvoj česko-rakouských vztahů a za téměř šestileté diplomatické působení v České republice[4]
- Řád Bílého lva IV. třídy – Česká republika, 7. dubna 2016 – udělen Milošem Zemanem za rozvoj vztahů mezi oběma zeměmi[5]